# 江崎とし子
江崎 とし子（えざき としこ、本名 江崎 稔子、1月16日 - ）は、日本の歌手、作詞家、作曲家である。京都府出身。

## 来歴・人物
シンガーソングライターとして活動する傍ら、中島美嘉等のアルバムにコーラスやボイスとして参加。
現在は、関東を中心にライブ活動、楽曲提供やプロデュース、ボイストレーナー、クリスタルボウル奏者としても活躍している。

## 作品

### ディスコグラフィー

#### アルバム
- 江崎稔子　ファーストアルバム「Apple tea」（1999年2月22日）
  - 1 Apple tea　
  - 2 夢のつづき
  - 3 Shinin` on
  - 4 都会
  - 5 この道（童謡）
  - 6 白と黒
  - 7 朝が来る前に
  - 8 Moon life
  - 9 永遠の向こうに

- 江崎稔子 セカンドアルバム「Spices」（2004年1月3日）
  - 1 Overture
  - 2 目覚め
  - 3 Flee
  - 4 プラネタリウム
  - 5 爛花〜ranka〜
  - 6 願い
  - 7 SPICE
  - 8 それぞれに （中孝介デビュー曲 2006年3月）
  - 9 丘にのぼって

- 江崎とし子 セルフカヴァーアルバム「Eight children」（2008年2月8日）
  - 1 家路
  - 2 愛する人達
  - 3 思い出のすぐそばで（Inst）
  - 4 おぼろ月夜
  - 5 It`s all right
  - 6 空になろう
  - 7 moontail
  - 8 真昼の花火
  - 9 七つの子
  - 10 なつかしゃ

- Toshiko Ezaki WordlessVoiceアルバム「Voice painting」（2010年10月1日）
  - 1 共存 - Coexistence - 　
  - 2 Endless Horizon 　
  - 3 Dolsando Wind 　
  - 4 透明な記憶 - Toumei na Kioku -
  - 5 Prussian Blue 　
  - 6 浮遊する白
  - 7 East Asia 　
  - 8 伽羅 - Kyara - 　
  - 9 紫苑 - Shion
  - 10 Tuberose～月下香～

#### シングル
- 「そこに空があるから」（テレビアニメ「ポケットモンスター アドバンスジェネレーション」エンディングテーマ）
- 「スマイル」（テレビアニメ「ポケットモンスター アドバンスジェネレーション」エンディングテーマ） ※作詞・作曲も担当
- 「祈り」（ドラマCD「蟲と眼球とテディベア」エンディングテーマ） ※作詞・作曲・編曲も担当
- 「七色アーチ」（テレビアニメ「ポケットモンスター ベストウイッシュ」エンディングテーマ） ※ポケモンBW合唱団（奥井亜紀、江崎とし子、あきよしふみえ）名義／作曲も担当

#### 配信限定シングル
- 「紗叶那 -SAKANA-」（2022年12月31日）[1]

- 「カレイドスコープ」[2]

#### コラボレーション
- 江崎とし子/井内竜次 コラボレーションミニアルバム「musk」（2005年7月20日）
  - 1 祈り / 作曲-井内竜次＆江崎とし子
  - 2 大陸 / 作曲-井内竜次
  - 3 musk /作曲-江崎とし子
  - 4 Adonis amurensis /作曲-江崎とし子
  - 5 故郷 / 作曲-井内竜次

- 浄土真宗本願寺派DVDカップリング曲「手と手の中で」テイチクレコードVocal参加

- 江崎とし子/高山宙丸 ユニット「KANATA」（2018年11月8日）[3]
- 江崎とし子/Koku コラボ作品「JADE」（2024年5月9日）[4]

## 楽曲提供

### 歌もの
- 中孝介ミニアルバム「マテリヤ」（2005年9月7日）ディ！レコーズ
  - 「家路」作詞、曲：江崎とし子
  - 「moontail」作詞、曲：江崎とし子

- 中孝介デビューシングル「それぞれに」（2006年3月1日）エピック・ソニー
  - 「それぞれに」作詞、曲：江崎とし子

- 中孝介シングル「思い出のすぐそばで」/「真昼の花火」（2006年6月28日）
  - 「思い出のすぐそばで」作詞：秋元康　作曲：江崎とし子
  - 「真昼の花火」作詞：いしわたり淳治　作曲：江崎とし子

- 中孝介シングル「絆」/「夏夕空」（2008年9月3日）
  - 「絆」作詞、曲：江崎とし子
  - 「夏夕空」作詞、曲：江崎とし子

- 中孝介ミニアルバム「うがみうた～絆、その手に～」（2010年4月21日）
  - 「絆、その手に～」作詞、曲：江崎とし子（NHKキャンペーン「絆はじめよう」テーマソング）
- 信近エリ アルバム「hands」
  - 「つなぐみらい」作詞：江崎とし子　作曲：沖仁
- 浄土真宗本願寺派 仏教歌「あなたと出逢って」作詞、作曲：江崎とし子

- 臼澤みさき ファーストアルバム
  - 「風のとおり道」作詞、曲：江崎とし子
  - 「色彩」作詞、曲：江崎とし子

- 臼澤みさき セカンドシングル「名前」
  - 「名前」作詞、作曲：江崎とし子

- 臼澤みさき サードシングル「八重の風/笑顔の賛歌」
  - 「笑顔の賛歌」作詞　臼澤岬、江崎とし子、作編曲：佐藤将展（2016 希望郷いわて国体・希望郷いわて大会イメージソング）

- 臼澤みさき セカンドアルバム「里唄」
  - 「名前」作詞、作曲：江崎とし子
  - 「三陸の子守唄」作詞、曲：江崎とし子、編曲：佐藤将展
  - 「指切り」作詞、曲、コーラス：江崎とし子、編曲：佐藤将展
  - 「サリーガーデン～ひとひらの願い」作詞：江崎とし子
  - 「笑顔の賛歌」作詞　臼澤岬、江崎とし子

### インストゥルメンタル
- 大阪HARBIS ENT　ImageSong (2004年11月9日（火）～)
  - 「Tuberose～月下香～」Music, Voice：江崎とし子　Arr：井内竜次
  - 「ジベルニー」Music, Voice, prog, Arr：江崎とし子　Arr, prog：Kaki
  - 「アンジェリカ」Music,Voice, prog, Arr：江崎とし子　Arr, prog, Perc：Kaki

- 韓国ソウル「Star City」空ImageSong 、他 作曲、編曲
- 韓国Yeosu　鐘浦海洋公園ImageSong　作曲、編曲
  - 1. intro～蘇生～ Compose、Arrangement、Programming
  - 2. East Asia  Compose、Vocal、Arrangement、Programming江崎とし子、kaki- Programming, Percs
  - 3. Dolsandoの風  Compose、Arrangement、Programming 江崎とし子、kaki- Programming, Percs
  - 4. Yeosu_Ballad Compose、Vocal、Arrangement、Programming江崎とし子、 kaki- Programming
- 「奏の杜」ザ・パークハウス津田沼奏の杜 音楽を担当、他作曲、編曲：前川眞人

## プロデュース
- 蘭燃　ファーストミニアルバム「Ordinaly」
  - 1 Ordinary　作詞：蘭燃、江崎とし子　作曲：江崎とし子
  - 2 Stage　作詞：蘭燃、江崎とし子　作曲：江崎とし子
  - 3 It's all right　作詞：蘭燃、江崎とし子　作曲：江崎とし子
  - 4 この街で　作詞：江崎とし子　作曲：江崎とし子

- 蘭燃　シングル「空になろう」楽曲提供、プロデュース（インディーズ）
- 蘭燃　アルバム「RAY」楽曲提供、プロデュース（インディーズ）

- 西川美江 ファーストミニアルバム 楽曲提供、プロデュース（インディーズ）

- 太田幸希 シングル「Letters/雲」（2013年6月17日）
  - Letters　作詞：小林夏海　作編曲：江崎とし子
  - 雲　作詞、曲：太田幸希　編曲：江崎とし子

## BackGroundVocal、Voice
- 鬼束ちひろ 1stアルバム「インソムニア」コーラス参加
- 鬼束ちひろ 2ndアルバム「This Armor」 コーラス参加
- imaje2　収録曲　羽毛田丈史「地球白書」コーラス参加
- 中島美嘉 3rdアルバム「MUSIC」
  - 「Shadows of you」コーラス参加 編曲：羽毛田丈史
- 日経スペシャル「ガイヤの夜明け」サウンドトラック「Phoenix 」
  - 「愛にみちて～amoroso～」 作曲：新井誠志 /編曲：羽毛田丈史 :Vocal参加
  - 「夢の風」 作曲：新井誠志 /編曲：羽毛田丈史 :Vocal参加
  - 「Lascia ch`io pianga from Rinaldo」 編曲：羽毛田丈史: Vocal参加
- 華原朋美　10th ANNIVERSARY ALBUM「NKED」
  - 「哀しみの向こう」コーラス参加
  - 「たったひとつの約束」 コーラス参加
- 元ちとせ コンサート「冬のハイヌミカゼ」コーラス参加
- JTBータビビト「ハワイ島週末の祝福」コーラス参加
- 任天堂DS-i 「バンドブラザースDX」ジングル ボーカル、コーラス参加 
  - 「週刊！人気ベスト10」Vocal + Backgrpundvocal
  - 「演歌の女王」Vocal
  - 「魁！ベストヒット10」Backgrpundvocal

## CM・ジングル
- チョーヤ梅酒紀州　
  - サウンドロゴ　Vocal担当（1999年より約10年）
  - さらりとした梅酒 「さらりとすっきりフルーティー」篇：Vocal参加
  - 「おいしい梅酒を召し上がれ～」黒木瞳篇：Vocal参加
  - 「ホット梅酒であったまろ～」黒木瞳篇：Vocal参加
  - 「ウメッシュ」　Vocal参加
  - 「黒糖梅酒」ナレーション参加
  - 「黒糖梅酒」とろりんちょ　一人編　ボーカル参加
  - さらりとした梅酒微炭酸缶「泡編」ボーカル参加
  - チョーヤ梅酒紀州　T.V ラジオC.M：Vocal参加
- ピップ
  - 「スリムウォーク/シェイプアップインナー」（美香「MIKA」さん篇）サウンドロゴ：Vocal参加
  - 「スリムウォーク（レッグ）」　新登場（観月ありさ）篇
  - 「シェイプアップインナー」 「姿勢（観月ありさ）」篇
- U-HA味覚糖ピピンピュア T.V C.M：Vocal参加
- ディズニーランド「プーさん偏」T.V C.M：Vocal参加
- NTTパーソナル関西パルディオ　ラジオC.M：Vocal参加
- Panasonic　ラジオCM　Vocal参加
- ワコー電器　企業C.M：Vocal参加
- 東京FM NTTコミュニケーションズ presents SOUND DESIGN ジングル：Vocal参加
- J-WAVE ASAHI SUPER LINE J ジングル：Vocal参加
- 日本電気ガラス　ラジオC.M：Vocal参加
- 小林製薬「熱さまシート」CMロゴ：Vocal参加
- ニッポン放送ラジオ　
  - 「塚越孝のおはよう有楽町」サウンドロゴ：Vocal参加
  - 「うえやなぎまさひこと榊原郁恵のサプライズ！フライデースペシャル」サウンド・ロゴ Vocal参加
  - 「うえやなぎまさひこのサプライズ！」オープニングテーマ曲Vocal参加
  - 「テリーとたい平 のってけラジオ」ジングル：Vocal参加
- JAバンク大阪　企業CM : Vocal参加
- glico
  - 「和ごころ」グリコアイス　サウンドロゴ：Vocal参加
  - 「魔法のカレーポット」インド人篇 ー北海道限定 （2006年9月）
- エコリング　ラジオCM : Vocal参加
- 明治乳業「LG21」TVCM「特別な乳酸菌」篇：Vocal参加
- グラクソ・スミスクライン株式会社「子宮頸がんワクチンのCM」作曲、編曲
- テレビ東京系列「完全犯罪ミステリー」VOCAL参加